# Liste von Jazzfestivals in Portugal
In der Liste von Jazzfestivals in Portugal sind Jazz-Veranstaltungen aufgeführt, die in Portugal regelmäßig stattfinden.
Nicht mehr regelmäßig stattfindende Festivals, wie das Matosinhos em Jazz oder das Festival Internacional de Jazz da Figueira da Foz, sind nicht aufgeführt.
| Festival                                                 | seit | Monat             | Ort                                         | Nachweis |
| -------------------------------------------------------- | ---- | ----------------- | ------------------------------------------- | -------- |
| Seia Jazz & Blues Festival                               | 2005 | März              | Seia                                        |          |
| Ciclo de Jazz da Amadora                                 | 2011 | März              | Amadora                                     |          |
| Festa do Jazz do São Luiz                                | 2003 | März              | Teatro São Luiz, Lissabon                   |          |
| Festival de Jazz de Valado dos Frades                    | 1998 | April/Mai         | Valado dos Frades                           |          |
| MEO Out Jazz                                             | 2006 | Mai bis September | Lissaboner Plätze und Parks                 |          |
| JazzMinde                                                | 2004 | Mai               | Minde                                       |          |
| Estoril Jazz                                             | 1971 | Mai               | Estoril                                     |          |
| Clazz Lisboa                                             | 2015 | Juni              | Lissabon                                    |          |
| Jazz no Parque Central                                   | 2014 | Juni              | Maia                                        |          |
| Lagoa Jazz Fest                                          | 2003 | Juni              | Estômbar, Kreis Lagoa (Algarve)             |          |
| TassJazz                                                 | 2004 | Juli              | Odemira                                     |          |
| Jazz im Goethe-Garten                                    | 2005 | Juli              | Goethe-Institut in Lissabon                 |          |
| Funchal Jazz Festival                                    | 2000 | Juli              | Funchal                                     |          |
| Jazz no Parque                                           | 1992 | Juli              | Parque de Serralves, Porto                  |          |
| Cool Jazz Fest                                           | 2004 | Juli              | Oeiras                                      |          |
| Festival de Jazz de Viseu                                | 2013 | Juli              | Viseu                                       |          |
| Loulé Jazz                                               | 1995 | Juli              | Loulé                                       |          |
| Palmela Wine Jazz                                        | 2014 | Juli              | Palmela                                     |          |
| Jazz em Agosto (Festival de Jazz de Verão na Gulbenkian) | 1984 | August            | Gulbenkian-Stiftung, Lissabon               |          |
| Jazz-Bühne der Festa do Avante!                          | 1976 | Anfang September  | Amora (Seixal)                              |          |
| Algarve Smooth Jazz Festival                             | 2016 | September/Oktober | Hotel Vila Vita Parc, Armação de Pêra       |          |
| AngraJazz                                                | 1999 | Oktober           | Angra do Heroísmo                           |          |
| Estarrejazz                                              | 2006 | Oktober           | Cine-Teatro, Estarreja                      |          |
| Jazz ao Centro                                           | 2003 | Oktober           | Coimbra                                     |          |
| SeixalJazz                                               | 1996 | Oktober           | Seixal                                      |          |
| Guimarães Jazz                                           | 1992 | November          | CCVF – Centro Cultural Vila Flor, Guimarães |          |
| Festival Jazz Marinha Grande                             | 2015 | November          | Marinha Grande                              |          |
| Porta-Jazz                                               | 2010 | Dezember          | Teatro Rivoli, Porto                        |          |